# Eduard Thöny

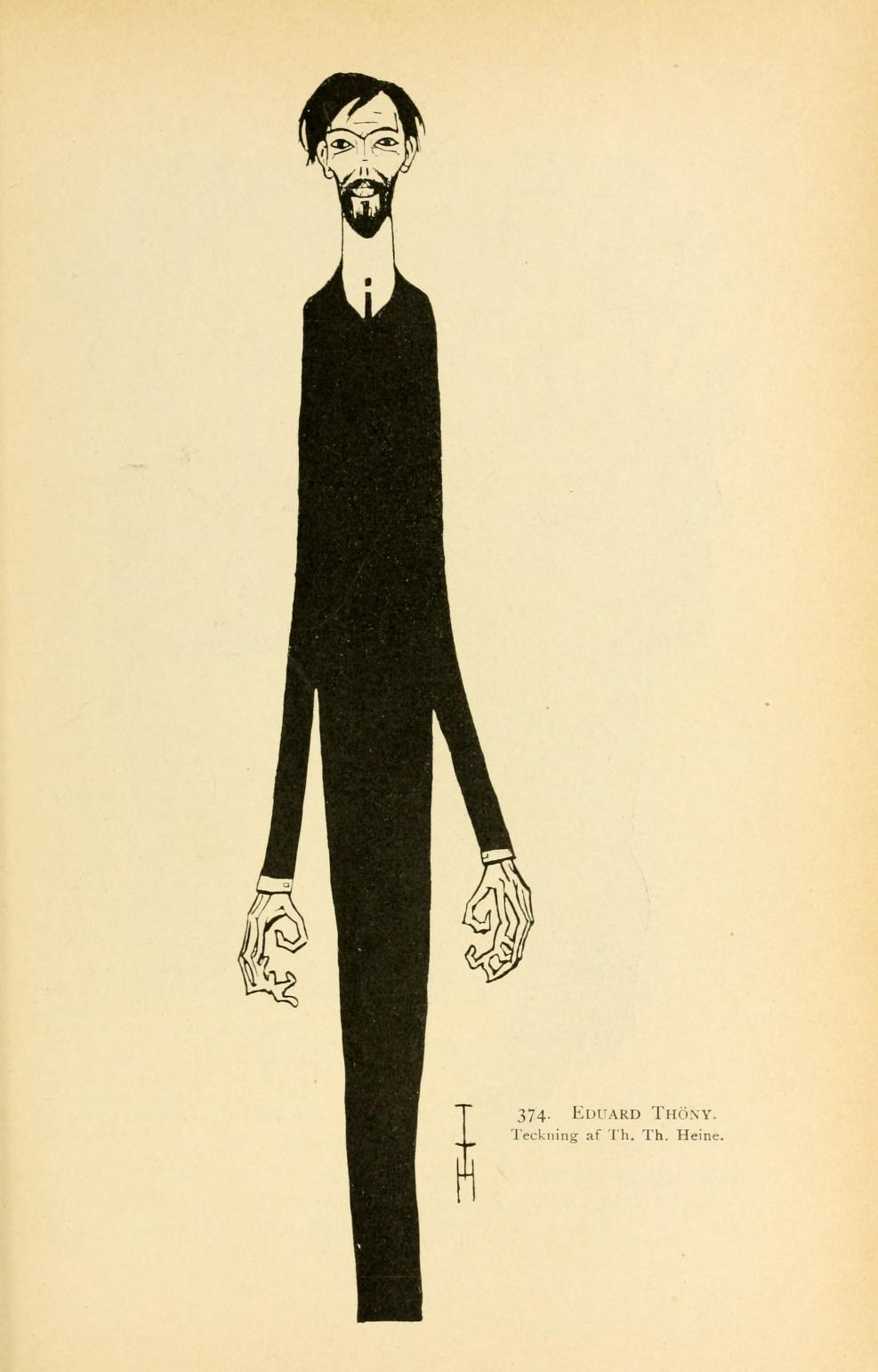
Eduard Thöny, gezeichnet von Th. Th. Heine

Eduard Thöny (* 9. Februar 1866 in Brixen, Kaisertum Österreich; † 26. Juli 1950 in Holzhausen am Ammersee), österreichischer Zeichner, Karikaturist und Maler, war einer der wichtigsten Mitarbeiter der Satirezeitschrift Simplicissimus.
Thöny zählt zu den produktivsten Mitarbeitern der Zeitschrift Simplicissimus, für die er in allen Jahrgängen ihres Erscheinens über dreitausend Karikaturen, unter anderem aus dem Militär-, Studenten- und Gesellschaftsleben, schuf. Für sein zeichnerisches Werk – bevorzugt in Tusche und Deckweiß, häufig mit Kohle oder Bleistift überarbeitet – ist ein photographischer Blick charakteristisch, der gleichwohl in den Duktus einer ebenso schwungvollen wie treffsicheren Handschrift übersetzt wird. In der Malerei zeigt sich in der bevorzugten Darstellung von Jagd- und Reitsportbildern hingegen ein ästhetischer Spätimpressionismus.

## Herkunft und Lehrjahre
Eduard Thöny war der Sohn eines Südtiroler Holzschnitzers und Bildhauers. Die Familie war generationenlang im Vinschgau angesiedelt. Franz von Defregger, engster Freund des Vaters, sein Taufpate, später sein Lehrer, riet der Familie zur Übersiedlung in die aufstrebende Kunstmetropole nach München. Hier wuchs Eduard Thöny auf, geprägt von der künstlerischen Atmosphäre in seinem Elternhaus. Er studierte von 1883 bis 1892 an der Münchner Kunstakademie bei Gabriel von Hackl, Ludwig von Löfftz und Defregger unterbrochen durch Studienaufenthalte und Reisen. Das Sommersemester 1890 verbrachte er in Paris. Dort studierte er die Kunst Edouard Detailles mit dem Ziel Historien- und Gesellschaftsmaler zu werden und hielt über seinen Landsmann und Studienfreund Leo Putz Kontakt zum Kreis der Académie Julian.
Zum Gelderwerb arbeitete er in München an Schlachtengemälden von Louis Braun mit und lieferte regelmäßig humoristische und bildjournalistische Beiträge für die „Münchner Humoristischen Blätter“, eine Wochenbeilage des „Neuen Münchner Tagblattes“. 1891/92 begleitet er Buffalo Bill und seine Wildwesttruppe auf Europa-Tournee.

## Wilhelminische Kaiserzeit
1896, im ersten Jahr des von Albert Langen in München gegründeten satirischen Wochenschrift Simplicissimus, begann Eduard Thöny bereits für das Blatt zu zeichnen (Heft 30, 24. Oktober 1896). Thönys Fach wurde die Gesellschafts- und Militärkarikatur. Mit Hilfe der neuartigen photomechanischen Drucktechnik, der Autotypie, wurden die originalen Zeichnungen in der Zeitschrift – oft farbig – abgedruckt.
Es zog Thöny aus dem provinziell geprägten München immer wieder in die Metropole Berlin, wo er im Herzen des Wilhelminischen Kaiserreichs die Physiognomie von Militär und Aristokratie, von Haute-Volée und Proletariat aus allernächster Nähe studieren konnte. Als Südtiroler verfügte er über einen Blick von außen auf diese Gesellschaft, der es ihm ermöglichte, die physiognomischen und gesellschafts-psychologischen Phänomene der Menschen seiner Zeit pointiert und zugleich mit einem hohen Grad an Realismus festzuhalten. Oberschicht und Unterschicht, Militär und Adel, Bauern und Arbeiter, Kokotten und Zuhälter, aber auch die Vielfalt der Menschen aus fremden Kulturkreisen, bevölkern seine detailgenauen Bilder.
Weil Thönys Zeichnungen in ihrer chronistischen Genauigkeit und entlarvenden Objektliebe eine Gesellschaft abbildeten, die zum großen Teil der Leserschaft des Simplicissimus entsprach, hatten sie wesentlichen Anteil an der großen Popularität der Zeitschrift. Zahlreiche seiner Zeichnungen wurden wegen ihrer Beliebtheit zwischen 1899 und 1910 in Alben unter den Titeln „Der Leutnant“, „Thöny-Album“, „Militär“, „Vom Kadetten zum General“ oder auch „Der Bunte Rock“ erneut herausgeben. Daneben illustrierte Thöny zahlreiche Bücher und gestaltete Bucheinbände vor allem für den Albert Langen Verlag u. a. für Frank Wedekind, Guy de Maupassant, Marcel Prévost, Karl Bleibtreu, Theodore Roosevelt. Seine populärste Bildfolge waren die Illustrationen zu Ludwig Thomas Filserbriefen „Briefwechsel eines Bayerischen Landtagsabgeordneten“, die seit 1907 im Simplicissimus veröffentlicht wurden.
Thöny reiste viel, oft in Gesellschaft der Simpl-Kollegen. Er war Bergsteiger, Tennis- und Radpolospieler sowie Skipionier. Im April 1904 fuhr er mit dem Fahrrad in Begleitung von Ludwig Thoma und Rudolf Wilke durch Südfrankreich. Von Marseille setzten sie nach Algier über, besuchten die Oase Biskra, Bougie, Constantine und Tunis. Sie reisten von dort mit dem Schiff nach Neapel, besichtigten Pompeji und Paestum und trafen in Rom die versammelte Redaktion des Simplicissimus, die ihnen entgegen gereist war.
1906 wurde Eduard Thöny gemeinsam mit den Zeichnern Thomas Theodor Heine, Olaf Gulbransson, Bruno Paul, Ferdinand von Rezniček, Wilhelm Schulz und Wilke Gesellschafter des Simplicissimus.
Karikaturen und Gemälde von Thöny wurden seit 1899 bei Bruno und Paul Cassirer in Berlin, seit 1906 bei den Galerien Brakl und Heinemann in München gezeigt. Die Copley Hall in Boston/Mass. zeigte 1909 in ihrer „Exhibition of Contemporary German Art“ seine Arbeiten.
1908 erwarb der Künstler auf dem Höhepunkt seiner Popularität und seines wirtschaftlichen Erfolges in Holzhausen am Ammersee ein Seegrundstück und ließ in den folgenden Jahren das vorhandene Gärtnerhaus nach Plänen Bruno Pauls umbauen. Künstler des Scholle-Kreises hatten den malerischen Ort am Westufer des Ammersees als ihre Sommerfrische entdeckt. Sie repräsentierten die Münchner Künstler-Avantgarde des Jugendstils. In Holzhausen besaßen Adolf Münzer, Fritz Erler, Walter Georgi sowie der Bildhauer Mathias Gasteiger und seine Frau, die Malerin Anna Sophie Gasteiger, zeitweilig auch Olaf Gulbransson, Ateliers und Landhäuser.

## Erster Weltkrieg
Zu Beginn des Ersten Weltkriegs entschied sich der Simplicissimus gegen weitere Kritik am deutschen Kaiserreich und für eine konforme nationalistische Haltung. Thöny wurde – als Österreicher und weil er aus Altersgründen zum Wehrdienst nicht mehr geeignet war – zum offiziellen Mitglied des k.u.k.-Kriegspressequartiers ernannt und als Kriegsmaler vom ersten bis zum letzten Kriegsjahr an verschiedenen Fronten eingesetzt. Seine realistischen Frontbilder, oft in Kohle und Bleistift ausgeführt, berichteten von Kriegsschauplätzen, Vormärschen und Verwundetentransporten und prägten das Erscheinungsbild des Simplicissimus in den Kriegsjahren.
1915 heiratete Thöny in zweiter Ehe die 25 Jahre jüngere Rosa Vierthaler, eine Nichte der Münchner Bildhauer Johann und Ludwig Vierthaler. Drei Kinder, zwischen 1915 und 1918 geboren, gingen aus dieser Ehe hervor.

## 1920er und frühe 1930er Jahre
Die Erlebnisse des Ersten Weltkrieges und der Untergang der Monarchie in Deutschland, bedeuteten für Thöny den Verlust seiner karikaturistischen Bilderwelt. Er war nun zunehmend für bayerische Themen zuständig.
Gleichwertig mit dem zur Routine gewordenen wöchentlichen Beitrag für den Simplicissimus, beschäftigte er sich wieder vermehrt mit der Malerei. Jagd- und Reitsportbilder im Stil einer spätimpressionistischen Malweise wurden seine bevorzugten Sujets. Vermittelt durch den Architekten Paul Ludwig Troost entstanden seit 1922 Gemälde in diesem Stil für die Gesellschaftsräume von Passagierschiffen des Norddeutschen Lloyd. 1928 wurde in einer ersten Einzelausstellung in der Staatlichen Graphischen Sammlung München sein zeichnerisches Werk gewürdigt. Er war Mitglied der Münchner Sezession.
Das Bayerische Kultusministerium lehnte eine Berufung Thönys zum Professor der Kunstakademie – obwohl vom Berufungsgremium der Akademie seit 1926 immer wieder vorgeschlagen – stets im Hinblick auf seine „staatsgefährdende“ karikaturistische Tätigkeit ab.

## Die Zeit des Nationalsozialismus

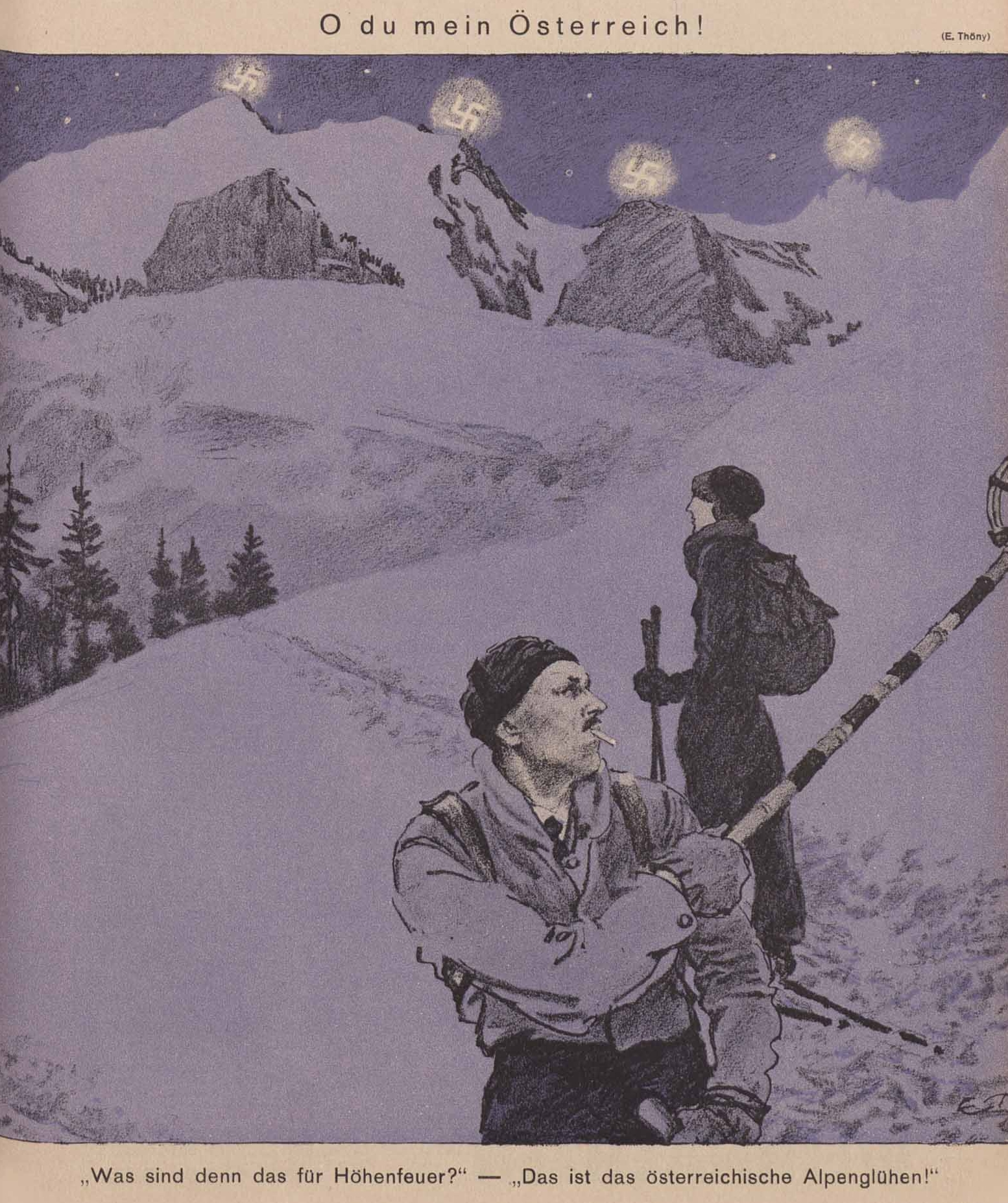
„O du mein Österreich!“
Karikatur von Eduard Thöny im Simplicissimus vom 10. Dezember 1933

Mit der sogenannten Gleichschaltung des Simplicissimus 1933, die den Zeichner Th. Th. Heine und den Redakteur Franz Schoenberner zur Emigration bewegte, begann das ruhmlose Ende der bedeutenden satirischen Zeitschrift und ihr Missbrauch durch die NS-Propaganda. Der Fortbestand des in weiten (bildungs-)bürgerlichen Kreisen angesehenen Blattes und seiner inzwischen ebenso betagten wie berühmten Mitarbeiterschaft täuschte in der NS-Medienlandschaft kulturelle Kontinuität und vermeintliche Pressefreiheit vor.
Thöny war in der NS-Zeit ein hoch geschätzter Künstler. Er erhielt Ehrungen und Auszeichnungen. 1933 wurde er von der Münchner Kunstakademie zum Ehrenmitglied und am 20. April 1938 von Adolf Hitler zum Professor ernannt, ein Ehrentitel ohne Amt und Besoldung. 1941 erhielt er die Goethe-Medaille für Kunst und Wissenschaft. Er war mit insgesamt 38 Werken auf den Großen Deutschen Kunstausstellungen im Münchner Haus der Deutschen Kunst vertreten, darunter 1940 mit dem Ölgemälde Westwallarbeiter und der Farbkreidezeichnung Tiroler Bauern sowie 1943 mit dem Ölgemälde Waffen-SS im Einsatz. In der Endphase des Zweiten Weltkriegs nahm ihn Hitler im August 1944 in die Gottbegnadeten-Liste auf.
Bis zur Einstellung der Zeitschrift lieferte Thöny wöchentlich Zeichnungen aus Gesellschaft und Militär, ohne das politische und gesellschaftliche Zeitgeschehen im Nationalsozialismus kritisch zu deuten. In vielen Fällen erhielten seine Zeichnungen aber erst durch die redaktionell beigegebenen Titel und Texte, die er seit jeher nicht selbst verfasst hat, eine eindeutige nationalsozialistische Tendenz.
Schwere Schicksalsschläge ereilten den Künstler in seinen letzten Lebensjahren. Im Mai 1941 kam sein jüngster Sohn als Fliegerleutnant im Kriegseinsatz um. Im März 1944 brannte das Wohnhaus in Holzhausen bis auf die Grundmauern ab. Zahllose Zeichnungen, Gemälde und Dokumente gingen in den Flammen verloren. 1945 geriet sein ältester Sohn als SS-Offizier in sowjetische Kriegsgefangenschaft. Eduard Thöny erlebte seine Rückkehr nicht mehr.

## Nachkriegszeit
1950 starb Eduard Thöny 84-jährig in seinem Haus am Ammersee und wurde auf dem Friedhof in Holzhausen begraben.

## Eduard Thöny in der Rezeption seiner Zeitgenossen
„Es gelang ihm, wie keinem deutschen Zeichner vor ihm, den Typus des Eleganten und Demimondänen zu erfassen“

„Derselbe Thöny, der um 1900 die adligen Offiziere beim Diner der nicht adligen Kommerzienräte malte, die livrierten Kammerdiener, die Backenbärte, den kerzenflimmernden Tisch, hat sich 1943 unter dem Zwang befunden, das nivellierende Zwangsheldentum von Stalingrad in düsteren Schneefahrten zu verherrlichen. Eine Generation muss lange leben, wenn die geschichtlichen Epochen so kurz sind; zu lang für ihren Ruhm“

## Einzelausstellungen (Auswahl)
- Staatliche Graphische Sammlung München, 1928
- Kunstverein München, 1934
- Städtische Galerie im Lenbachhaus, München, 1941
- Galerie im Taxispalais, zus. mit Paul Flora, Innsbruck, 1966
- Kunstverein München, 1966
- Dominikanergalerie, Bozen, 1966
- Städtische Galerie, Lienz, 1967
- Kunstverein, Konstanz, 1969
- Kunsthalle Bremerhaven, 1969
- Kunsthalle Nürnberg, 1969
- Museum Villa Stuck, München, 1986
- Wilhelm-Busch-Museum Hannover, 1987
- Schloss Maretsch, Bozen, 1987
- Galerie im Taxispalais, Innsbruck, 1993.
- Rathausgalerie Brixen, 1995.
- Museum Moderner Kunst, Passau, 1997
- Olaf-Gulbransson-Museum Tegernsee, 1903
- Ansitz Rosengarten, Marktgemeinde Lana, 2004
- Palais Liechtenstein, Feldkirch, 2004
- Museum Kitzbühel, 2007
- Wilhelm Busch – Deutsches Museum für Karikatur und Zeichenkunst, 2016

## Das zeichnerische Werk
- „Münchner Humoristische Blätter“, 1888–1895
- „Simplicissimus“, Jg. 1, 1896 bis Jg. 49, 1944
- „Der Burenkrieg“, hrsg. von Ludwig Thoma, München 1900
- „Simplicissimus“-Kalender
- „Jugend“, 1921ff

## Sammelbände
- „Der Leutnant“, München 1899.
- „Thöny-Album“, München 1900.
- „Militär“, München 1901.
- „Vom Kadetten zum General“, München 1906.
- „Der Bunte Rock“, München 1910.

## Buchillustrationen (Auswahl)
- Marcel Prévost, „Pariser Ehemänner“, München 1896.
- Karl Bleibtreu, „Aspern“, München 1902.
- Ludwig Thoma, „Briefwechsel eines bayerischen Landtagsabgeordneten“, München, Band I, 1909; Band II, 1912.
- Oskar Maria Graf, „Bayerisches Lesebücherl“, München 1925.
- Sigmund Graff und Walter Bormann, „3000 Worte Front-Deutsch“, Magdeburg 1925.
- Walter Ziersch, „Ludwig Thoma und die Münchner Stadt“, München 1936.
- Kurt Huber und Paul Kiem, „Oberbayrische Volkslieder“, München 1937.
- Max Dingler, „Die Türkenfahrer“, Erfurt 1943.
- Josef Maria Lutz, „Bayrisch“, München 1950.

## Umschlagentwürfe (Auswahl)
- Frank Wedekind, „Fürstin Russalka“, München 1897.
- Marcel Prévost, „Fleurette“, München 1898.
- Guy de Maupassant, „Der Regenschirm“, München 1898.
- Arthur Schnitzler, „Die Frau des Weisen“, Berlin 1901.
- Theodore Roosevelt, „Jagdstreifzüge, Skizzen aus der nordwestlichen Prärie“, München 1904.
- Oskar Maria Graf, „Bayrisches Lesebücherl“, München 1924.

## Bildbände und Kataloge
- „Kokotten, Bauern und Soldaten“, hrsg. von Hans Reimann, Hannover 1957.
- „Flott gelebt“, hrsg. von Jochen Heddergott, München 1966.
- „Eduard Thöny 1866–1950“, Katalog Museum Villa Stuck München, Wilhelm-Busch-Museum Hannover, Schloss Maretsch Bozen, Bearb.: Dagmar von Kessel-Thöny, München 1986/87.
- „Berlin um 1900“, hrsg. von Dagmar von Kessel-Thöny, München 2003.
- „Lyonel Feininger Caricature. Karikaturen Eduard Thöny“, hrsg. von Danilo Curti-Feininger, Bozen 2003.
- „Eduard Thöny“, hrsg. von Dagmar von Kessel-Thöny, Vorwort Paul Flora, Lana 2004.

## Würdigungen
1964 wurde im Münchner Stadtteil Solln die Eduard-Thöny-Straße nach ihm benannt.